# Сильвестр I
Сильве́стр I (лат. Silvester I; ум. 31 декабря 335) — епископ Рима с 31 января 314 года по 31 декабря 335 года. Христианский святой, почитаемый в лике святителей. Относится к одним из первых проповедников святых, а не мучеников. Память в Православной церкви совершается 2 (15) января, в Католической церкви — 31 декабря.

## Биография
О его жизни и деяниях известно очень мало. Родился в Риме в христианской семье. При Диоклетиане в 284 году Сильвестр принял сан священника, а во время гонений на христиан подвергся репрессиям за погребение убитых.
Его понтификат (епископ Рима с 314 года) приходится на время правления императора Константина (именно императору принадлежала религиозно-политическая перспектива: в 313 году он признал христианскую церковь).

## Легенда
Одна из легенд (возможно V века), изложенная в анонимном сочинении «Акты Сильвестра» («Деяния Сильвестра»), связывает деятельность Сильвестра с обращением Константина в христианство: Константин, будучи язычником, проводил в Риме гонения на христиан и в качестве наказания заболел проказой. Император находит Сильвестра на горе Сарепта (лат. Soracte), Сильвестр крестит его и больной исцеляется. Позднее в эту легенду было добавлено следующее: в качестве благодарности император вводит привилегии для христиан, строит церкви, объявляет римского епископа главой духовенства, а затем передаёт Сильвестру и его преемникам власть над западной половиной Римской империи (Дар Константина). В расширенном виде легенда получила распространение в латинском, греческом и восточных изложениях.
Согласно другой легенде, в 314 году нашей эры, Святой Сильвестр изловил ветхозаветное чудовище — морского змея Левиафана. В католической среде считалось, что в 1000 году этот библейский монстр вырвется на свободу и тогда наступит конец света. Однако, стараниями Святого Сильвестра этого не произошло, Сильвестр спас мир от библейской катастрофы. В этой легенде объединились образ Сильвестра I, убившего дракона в 314 году, и Сильвестра II, считавшегося магом, противостоящего проискам дьявола, папа римский в 999—1003 годах.
Сильвестр был похоронен рядом с мучениками в катакомбах Присциллы (название из VI века), его останки были перенесены при Павле I 762 в Сан-Сильвестро-ин-Капите
В изобразительном искусстве Сильвестр изображён с книгой и тиарой, которые ему передаёт Константин, а также в сценах крещения Константина, на кресте в честь Елены, матери Константина. Наиболее известный цикл фресок XIII века, посвящённый Сильвестру I и истории «Константинова дара», находится в капелле Сан-Сильвестро римского монастыря Санти-Куаттро-Коронати.
В годовщину завершения мирской жизни Сильвестра I, католики воздают ему молитвы и почитают этот день, как «День Святого Сильвестра». Католики наряжаются в праздничные маскарадные костюмы и называют себя Сильвестр-Клаусами (шутливый каламбур от Санта-Клаус). В ряде стран последний день уходящего года так и называют — «Сильвестром» и вопрос «Куда собираешься на Сильвестра?», по сути означает «Где планируешь отмечать Новый год?»[2].